# Australische Leichtathletik-Meisterschaften 2018
Die 96. Australischen Leichtathletik-Meisterschaften wurden vom 15. bis 18. Februar 2018 im Carrara Stadium von Gold Coast im Bundesstaat Queensland ausgetragen. Die Wettkämpfe dienten auch als Qualifikationsmöglichkeit für die später im Jahr stattfinden Commonwealth Games in Gold Coast.
Ausgelagert war das 10.000-Meter-Bahngehen, das am 14. Januar 2018 in Canberra stattfand, und die 10.000-Meter-Läufe, die bereits am 14. Dezember 2017 beim Zatopek 10K im Lakeside Stadium von Melbourne integriert waren.

## Medaillengewinner

### Frauen
| Disziplin         | Gold                                                                | Leistung     | Silber                                                         | Leistung     | Bronze                                                           | Leistung     |
| ----------------- | ------------------------------------------------------------------- | ------------ | -------------------------------------------------------------- | ------------ | ---------------------------------------------------------------- | ------------ |
| 100 m             | Riley Day                                                           | 11,56 s      | Zoe Hobbs                                                      | 11,70 s      | Mia Gross                                                        | 11,81 s      |
| 200 m             | Riley Day                                                           | 22,93 s      | Maddie Coates                                                  | 23,06 s      | Larissa Pasternatsky                                             | 23,27 s      |
| 400 m             | Anneliese Rubie                                                     | 51,92 s      | Bendere Oboya                                                  | 51,94 s      | Morgan Mitchell                                                  | 52,69 s      |
| 800 m             | Brittany McGowan                                                    | 2:00,24 min  | Angie Petty                                                    | 2:00,73 min  | Georgia Griffith                                                 | 2:02,09 min  |
| 1500 m            | Linden Hall                                                         | 4:07,55 min  | Zoe Buckman                                                    | 4:08,15 min  | Chloe Tighe                                                      | 4:11,12 min  |
| 5000 m            | Celia Sullohern                                                     | 15:34,42 min | Madeline Hills                                                 | 15:35,50 min | Eloise Wellings                                                  | 15:37,47 min |
| 10.000 m          | Celia Sullohern                                                     | 32:31,22 min | Jessica Trengove                                               | 32:35,06 min | Eloise Wellings                                                  | 32:41,96 min |
| 100 m Hürden      | Sally Pearson                                                       | 12,73 s      | Michelle Jenneke                                               | 13,14 s      | Brianna Beahan                                                   | 13,16 s      |
| 400 m Hürden      | Lauren Wells                                                        | 56,06 s      | Daniela Roman                                                  | 56,59 s      | Sarah Carli                                                      | 56,87 s      |
| 3000 m Hindernis  | Victoria Mitchell                                                   | 9:45,37 min  | Paige Campbell                                                 | 9:49,00 min  | Rosie Donegan                                                    | 9:50,61 min  |
| 4 × 100 m Staffel | Jasmine Everett Larissa Pasternatsky Abbie Taddeo Michelle Jenneke  | 45,61 s      | Jemima Russell Christine Byrne Georgie Boal Holly Dobbyn       | 46,25 s      | Kiara Reddingius Kobi Nichols Sinta Wardana Katherine Sparrow    | 46,29 s      |
| 4 × 400 m Staffel | Cara Jardine Courtney Geraghty Ashleigh Jones Caitlin Sargent-Jones | 3:37,15 min  | Kobi Nichols Lyndsay Troode Kiara Reddingius Katherine Sparrow | 3:40,52 min  | Olivia Cason Danica Sardelich Jessica Thornton Gabriella O’Grady | 3:40,94 min  |
| 10.000 Bahngehen  | Beki Smith                                                          | 45:56,08 min | Alana Barber                                                   | 46:03,24 min | Claire Tallent                                                   | 46:06,59 min |
| Hochsprung        | Cassie Purdon                                                       | 1,86 m       | Eleanor Patterson                                              | 1,83 m       | Zoe Timmers                                                      | 1,80 m       |
| Stabhochsprung    | Nina Kennedy                                                        | 4,60 m       | Liz Parnov                                                     | 4,25 m       | Olivia McTaggart                                                 | 4,10 m       |
| Weitsprung        | Brooke Stratton                                                     | 6,66 m       | Naa Anang                                                      | 6,66 m       | Lauren Wells                                                     | 6,49 m       |
| Dreisprung        | Meggan O’Riley                                                      | 13,44 m      | Ellen Pettitt                                                  | 13,17 m      | Tay-Leiha Clark                                                  | 13,16 m      |
| Kugelstoßen       | Maddison-Lee Wesche                                                 | 16,45 m      | Chelsea Lenarduzzi                                             | 15,93 m      | Sarah Thorpe                                                     | 14,00 m      |
| Diskuswurf        | Dani Stevens                                                        | 65,30 m      | Taryn Gollshewsky                                              | 58,67 m      | Te Rina Keenan                                                   | 56,39 m      |
| Hammerwurf        | Alexandra Hulley                                                    | 64,84 m      | Lara Nielsen                                                   | 64,69 m      | Kaysanne Hockey                                                  | 57,59 m      |
| Speerwurf         | Kathryn Mitchell                                                    | 65,51 m      | Kelsey-Lee Roberts                                             | 62,21 m      | Kathryn Brooks                                                   | 51,31 m      |
| Siebenkampf       | Celeste Mucci                                                       | 5812 Punkte  | Kiara Reddingius                                               | 5742 Punkte  | Alysha Burnett                                                   | 5699 Punkte  |

### Männer
| Disziplin          | Gold                                                          | Leistung     | Silber                                                           | Leistung     | Bronze                                                 | Leistung       |
| ------------------ | ------------------------------------------------------------- | ------------ | ---------------------------------------------------------------- | ------------ | ------------------------------------------------------ | -------------- |
| 100 m              | Trae Williams                                                 | 10,10 s      | Rohan Browning                                                   | 10,20 s      | Josh Clarke                                            | 10,31 s        |
| 200 m              | Alex Hartmann                                                 | 20,57 s      | Joseph Millar                                                    | 20,60 s      | Zane Branco                                            | 20,83 s        |
| 400 m              | Murray Goodwin                                                | 46,24 s      | Daniel Mowen                                                     | 46,37 s      | Alexander Beck                                         | 46,61 s        |
| 800 m              | Luke Mathews                                                  | 1:45,90 min  | Josh Ralph                                                       | 1:46,85 min  | Jeff Riseley                                           | 1:47,04 min    |
| 1500 m             | Ryan Gregson                                                  | 3:39,66 min  | Jordan Williamsz                                                 | 3:39,85 min  | Rorey Hunter                                           | 3:40,12 min    |
| 5000 m             | Morgan McDonald                                               | 13:19,05 min | David McNeill                                                    | 13:19,51 min | Stewart McSweyn                                        | 13:19,96 min   |
| 10.000 m           | Stewart McSweyn                                               | 28:37,28 min | Patrick Tiernan                                                  | 28:38,94 min | David McNeill                                          | 28:47,54 min   |
| 110 m Hürden       | Nicholas Hough                                                | 13,76 s      | Justin Merlino                                                   | 13,94 s      | Jacob McCorry                                          | 14,02 s        |
| 400 m Hürden       | Ian Dewhurst                                                  | 49,80 s      | Angus Proudfoot                                                  | 50,37 s      | Leigh Bennett                                          | 50,73 s        |
| 4 × 100 m Staffel  | Harrison Andrews Joshua Swan Lachlan Parry Anas Abu-Ganaba    | 40,45 s      | Michael James Michael Hansford Paul Parker Christopher Mitrevski | 41,13 s      | Harrison Hunt Ryan Atkins Liam Moss Kuei Kuei          | 41,29 s        |
| 4 × 400 m Staffel  | Conrad Coumaros Matthew Scott Harrison Roubin Liam Procaccino | 3:10,96 min  | Jordan Sarmento Ian Halpin James Kermond Keegan Bell             | 3:11,80 min  | Alexander Di Medio Toby Plant Luke Major Brenton Mizen | 3:15,59 min    |
| 10.000 m Bahngehen | Perseus Karlström                                             | 39:22,41 min | Evan Dunfee                                                      | 40:11,80 min | Marius Žiūkas                                          | 40:43,17 min   |
| Hochsprung         | Brandon Starc                                                 | 2,28 m       | Nik BojicJoel Baden                                              | 2,21 m       | nicht vergeben                                         | nicht vergeben |
| Stabhochsprung     | Kurtis Marschall                                              | 5,55 m       | Declan Carruthers                                                | 5,45 m       | Nicholas Southgate                                     | 5,25 m         |
| Weitsprung         | Christopher Mitrevski                                         | 8,09 m       | Liam Adcock                                                      | 7,81 m       | Henry Smith                                            | 7,78 m         |
| Dreisprung         | Emmanuel Fakiye                                               | 16,08 m      | Alwyn Jones                                                      | 15,99 m      | Shemaiah James                                         | 15,92 m        |
| Kugelstoßen        | Damien Birkinhead                                             | 20,02 m      | Aiden Harvey                                                     | 17,82 m      | Matthew Cowie                                          | 17,70 m        |
| Diskuswurf         | Matthew Denny                                                 | 64,03 m      | Benn Harradine                                                   | 63,56 m      | Julian Wruck                                           | 60,96 m        |
| Hammerwurf         | Matthew Denny                                                 | 72,78 m      | Jack Dalton                                                      | 65,78 m      | Costa Kousparis                                        | 65,42 m        |
| Speerwurf          | Hamish Peacock                                                | 79,38 m      | Benjamin Langton Burnell                                         | 78,20 m      | Josh Robinson                                          | 77,21 m        |
| Zehnkampf          | Cedric Dubler                                                 | 8229 Punkte  | Kyle Cranston                                                    | 7786 Punkte  | Alec Diamond                                           | 7405 Punkte    |